# João Lobo da Silveira
João Lobo da Silveira (c. 1530 - 4 de Agosto de 1578) foi um nobre português, quarto barão do Alvito, título que herdou após a morte de seu pai que terá morrido no mesmo dia que ele na Batalha de Alcácer Quibir. 
Foi vedor da Fazenda de D. João III de Portugal cargo exercido também pelo seu progenitor.
Era filho de D. Rodrigo Lobo da Silveira, proprietário do mesmo título nobiliárquico, e de D. Guiomar de Castro, filha de João da Silva, 6º Senhor de Vagos e de D. Joana de Noronha.

## Descendência
- D. Rodrigo Lobo da Silveira, 5º barão de Alvito
- D. João Lobo
- D. Tomé Lobo
- D. Estêvão Lobo
- D. Luís Lobo
- D. Guiomar de Castro (casou com D. Estevão de Faro, 2.º Conde de Faro)